# Eurytoma pistaciae
Eurytoma pistaciae är en stekelart som beskrevs av Camillo Rondani 1877. Eurytoma pistaciae ingår i släktet Eurytoma och familjen kragglanssteklar. Inga underarter finns listade i Catalogue of Life.